# Bidache
Bidache (tiếng Occitan: Bidaishe; tiếng Basque: Bidaxune) là một xã thuộc tỉnh Pyrénées-Atlantiques trong vùng Aquitaine ở tây nam nước Pháp. Xã này nằm ở khu vực có độ cao từ 0-162 mét trên mực nước biển.
Xã nằm trong tỉnh cũ Lower Navarre.